# Lac Baude
Pour les articles homonymes, voir Baude.
Le lac Baude est un plan d'eau douce située dans le territoire non-organisé du Lac-Normand, dans la municipalité régionale de comté de Mékinac, dans la région administrative de la Mauricie, au Québec, au Canada.
Dès le milieu du XIXe siècle, la foresterie a été à la base de l'économie de cette zone. Au XXe siècle, les activités récréo-touristiques ont été mis en valeur. La route forestière pour accéder au lac Baude contourne le lac par le côté nord. La surface du lac Baude est généralement gelée de novembre à avril. Néanmoins, la circulation sécuritaire sur la glace débute habituellement vers la mi-décembre jusqu'à la fin mars.

## Géographie
Le lac Baude est situé dans le canton de Normand, presque à la limite (environ 140 m) nord-ouest de la Seigneurie de Batiscan. Le lac Baude est situé à 2,4 km au nord-est du lac Doris, lequel constitue le lac de tête du ruisseau du Castor Noir (Mékinac) qui coule vers le sud-est pour se déverser dans la rivière Matawin. Du côté est du lac Baude, il y a le bassin versant de la rivière Wessonneau, laquelle coule vers la rivière Vermillon (La Tuque). Les lacs Baude et Normand sont séparés par une bande de terre montagneuse de 1,9 km.
Le lac Baude s'approvisionne :
- du côté sud-est par la décharge d'une série de trois lacs : "la Hauteur", du Faucon et Parkman. Ces lacs sont enlignés vers le sud-est tout près du ruisseau du Castor Noir (Mékinac) ;
- du côté sud-ouest par la décharge d'une série de lacs dont les toponymes représentent des animaux : "du Moucherole", "de la Coccinelle", "du Martinet", "du Cardinal", "du Corbeau", "du Mainate" et "de la Fauvette" ;
- du côté ouest par la décharge d'une série de lacs : "du Garrot", "de la Sarcelle", Dorval, "du Pinson" et Éthel.

La forme du lac Baude ressemble à un homme arborant une tuque et qui lève haut la jambe en étant tourné du côté ouest. Les eaux du lac sont retenus par un barrage situé au nord-est du lac. La rivière Livernois débute à l'embouchure du lac Baude et se dirige vers le nord sur 1,4 km jusqu'à l'embouchure de la décharge du lac Normand ; ensuite vers le nord-ouest sur 2,2 km jusqu'à l'embouchure de la décharge du Lac de la Mésange ; et sur 1,8 km jusqu'au lac Livernois en traversant un milieu humide. De là, la rivière traverse successivement les lacs Livernois, "du milieu" et le lac Rond. Puis elle poursuit son parcours jusqu'à aller se déverser sur la rive sud de la rivière Vermillon (La Tuque).

## Toponymie
Le toponyme de nombreux lacs du secteur (surtout au sud-ouest) comportent des noms d'animaux. Le terme "Baude" est un patronyme de famille répandu en France.
Le Dictionnaire des rivières et des lacs de la province de Québec, de 1925, donne le « Lac à Baude » comme se déchargeant dans la « Rivière Pabelognang » (Rivière Livernois).
Le toponyme "lac Baude" a été officialisé le 5 décembre 1968 à la Banque des noms de lieux de la Commission de toponymie du Québec.